# Целтинген-Рахтиг
Целтинген-Рахтиг (њем. Zeltingen-Rachtig) општина је у њемачкој савезној држави Рајна-Палатинат. Једно је од 107 општинских средишта округа Бернкастел-Витлих. Према процјени из 2010. у општини је живјело 2.244 становника. Посједује регионалну шифру (AGS) 7231136.

## Географски и демографски подаци
Целтинген-Рахтиг се налази у савезној држави Рајна-Палатинат у округу Бернкастел-Витлих. Општина се налази на надморској висини од 120 метара. Површина општине износи 16,9 km². У самом мјесту је, према процјени из 2010. године, живјело 2.244 становника. Просјечна густина становништва износи 132 становника/km².